# Фонд підтримки місцевої демократії
Фонд підтримки місцевої демократії — недержавна неприбуткова фундація у Польщі. Працює з 1989 р. Основні напрямки діяльності — розвиток громадського самоврядування, підтримка місцевих органів влади та місцевих адміністрацій, місцеве самоврядування. Фонд підтримує розвиток демократії в країнах Східної Європи, зокрема в Україні, Білорусі, Литві, Румунії та країнах СНД. Фінансування — внутрішнє (польське) та міжнародне (приблизно порівну). У Фонді працює бл. 30 чол, з яких 23 — постійні професійні працівники.